# Lade (Norwegen)

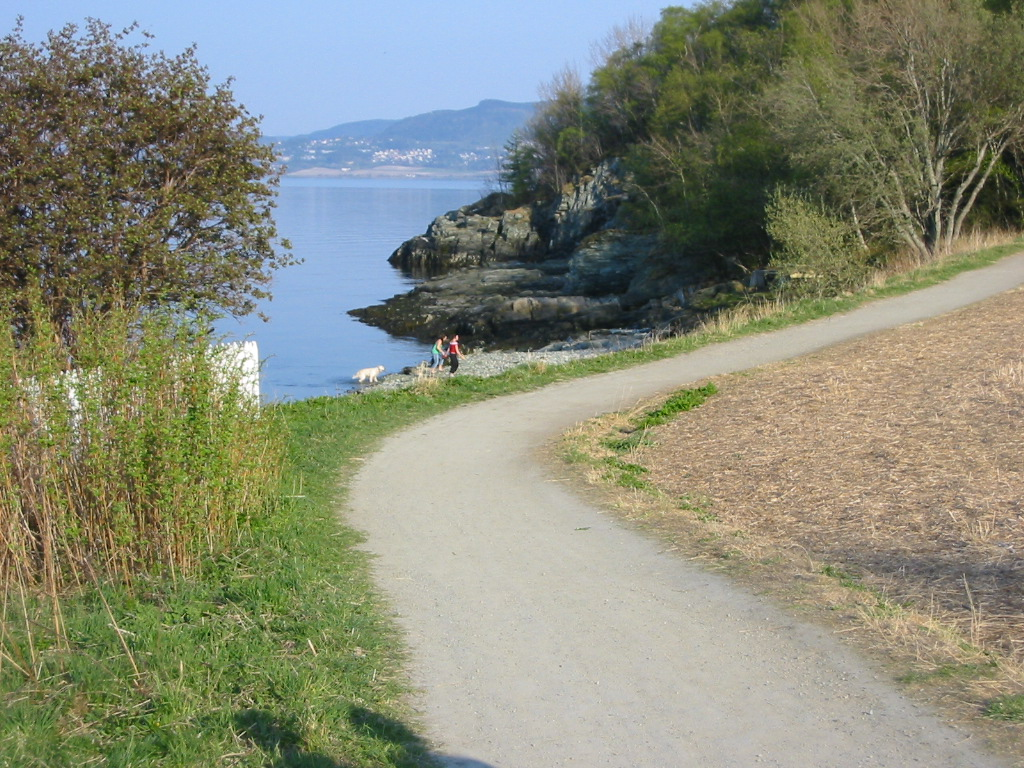
Ladestien

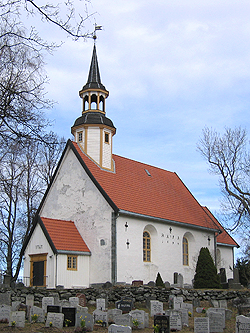
Kirche von Lade

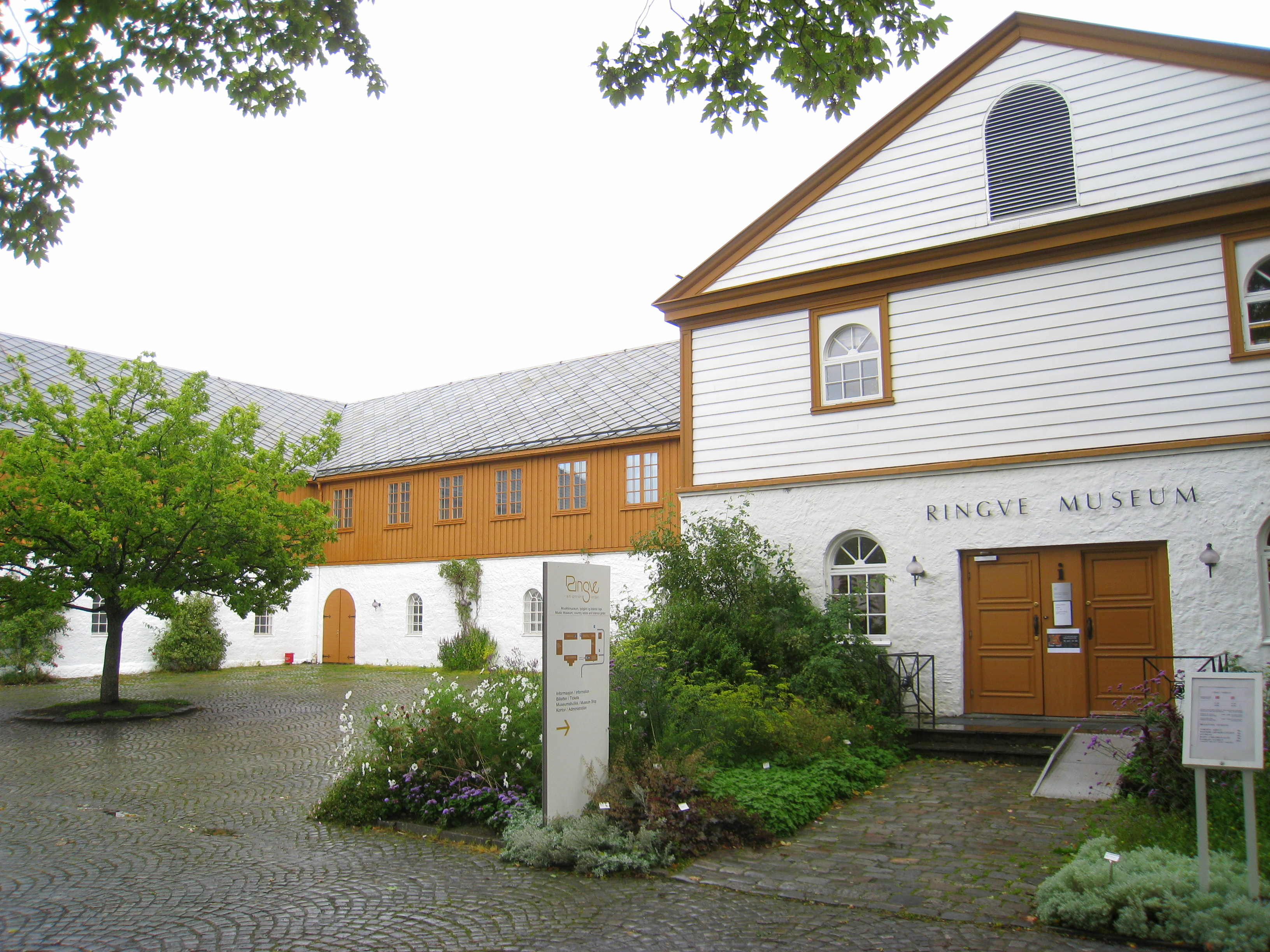
Ringve-Museum

Lade (altnordisch Hlaðir – Ort zum Beladen von Schiffen) ist ein Stadtteil der Stadt Trondheim in Norwegen. Er liegt nordöstlich der Innenstadt auf der gleichnamigen Halbinsel im Trondheimfjord und nördlich von Lademoen, Strindheim, Leangen und Rotvoll.
Lade war Sitz der Ladejarle, die vom 9. bis 11. Jh. im Trøndelag und Hålogaland herrschten. Im Zweiten Weltkrieg hatte die deutsche Luftwaffe einen Flugplatz in Lade. Danach wurden bis 1965 von dem Flugplatz aus zivile Flüge unternommen. Bis 1952 gehörte Lade zur mittlerweile aufgelösten Gemeinde Strinda und wurde dann nach Trondheim eingemeindet. 1958 wurde eine Straßenbahnverbindung, Ladelinjen, von Lade zur Prinsensstraße gebaut, die 1988 wie alle anderen Straßenbahnstrecken in Trondheim eingestellt wurde. Reste der Bahnschienen sind noch zu sehen. Am 18. August 1990 nahm die AS Gråkallbanen auf der Strecke St. Olavsgate–Lian, aber nicht nach Lade, den Verkehr wieder auf.
Das Gebiet ist durch vorstädtische Bebauung und Erholungsgebiete sowie vier große Gutshöfe – Lade Gård, Ringve Gård, Devle Gård und Leangen (Nordre) Gård – geprägt. Im südlichen Teil der Halbinsel befinden sich die Einkaufszentren City Lade und Lade Arena sowie das Lade idrettsanlegg – das größte Sportzentrum Trondheims.
Auf der Ladehalbinsel befindet sich das norwegische Museum für Musikinstrumente, das Ringve-Museum, das im Haupthaus des Gutshofes Ringve untergebracht ist. Das Museum ist vom Botanischen Garten Ringve umgeben, der vom Wissenschaftsmuseum der NTNU verwaltet wird. Lade Gård ist heute Hauptsitz der Reitan-Gruppe, die unter anderem Supermärkte in Skandinavien betreibt. Unweit des Lade Gård befindet sich die mittelalterliche Kirche von Lade, die auf das Jahr 1189 datiert wird und vermutlich von den Besitzern des Gutes erbaut wurde.
Der etwa 8 Kilometer lange Wanderweg Ladestien führt entlang der Ladehalbinsel von Ladehammeren am Hafen Trondheims bis nach Rotvoll.